# Edson Puch
Edson Raúl Puch Cortés (Iquique, 9 de abril de 1986) é um futebolista chileno que joga como atacante no Deportes Iquique.

## Carreira
Nascido em Iquique, começo nas categorias de base do Deportes Iquique, onde ficou até 2003, se transferindo para o Huachipato, time onde estreou profissionalmente. Em 2007, voltou para o Deportes Iquique, onde ficou até 2009, se transferindo para a Universidad de Chile, sendo campeão do Torneo Apertura de 2011, se destacando e se transferindo para o Al-Wasl.

### Universidad Católica
Em 2019, ele foi apresentado como um novo reforço da Universidad Católica. Esse ano foi campeão da Supercopa de Chile 2019 e da Campeonato Chileno de 2019. Na temporada 2020, Universidad Católica conquistou da Campeonato Chileno 2020 e posteriormente foi campeão da Supercopa de Chile 2020.
No final de 2021, Universidad Católica foi campeão da Supercopa de Chile 2021 em pênaltis, e mais tarde instituição também foi coroada tetracampeã do torneio nacional, após vencer as edições 2018, 2019, 2020 e 2021.

## Títulos
Deportes Iquique
- Copa Chile: 2010, 2013-14
- Primera B: 2010

Universidad de Chile
- Campeonato Chileno: 2011-A

Huracán
- Supercopa Argentina: 2014

Necaxa
- Liga de Ascenso 2016-C

Universidad Católica
- Campeonato Chileno: 2019, 2020, 2021
- Supercopa do Chile: 2019, 2020, 2021

Seleção Chilena
- Copa América: 2016